# Tersilochus spiracularis
Tersilochus spiracularis är en stekelart som beskrevs av Horstmann 1971. Tersilochus spiracularis ingår i släktet Tersilochus och familjen brokparasitsteklar. Arten är reproducerande i Sverige. Inga underarter finns listade i Catalogue of Life.